# Южный бант
Южный бант — неофициальное название в военной истории и фалеристике комплекта из медалей СССР времён Великой Отечественной войны: «За оборону Одессы», «За оборону Севастополя» и «За оборону Кавказа». Большую часть награждённых всеми тремя медалями составляют моряки Черноморского флота, как морские пехотинцы, так и члены экипажей кораблей. По некоторым оценкам, Южным бантом всего за войну награждено не более 1000 человек. Обладатели Южного банта пользовались большим уважением среди ветеранов, поскольку комплект указывал, что человек прошёл самые тяжёлые этапы войны на южном фланге фронта. Благодаря общему цветовому решению лент они визуально хорошо выделяются среди других наград.

## История
25 ноября 1942 года Наркомат обороны СССР выступил на страницах «Правды» с ходатайством перед Президиумом Верховного Совета об учреждении особых медалей для всех военнослужащих и гражданских лиц, принимавших и принимающих участие в обороне Ленинграда, Одессы, Севастополя и Сталинграда.
Медаль «За оборону Одессы» была учреждена Указом Президиума Верховного Совета СССР от 22 декабря 1942 года. Автор рисунка медали — художник Н. И. Москалёв. Ей награждались все участники обороны Одессы — военнослужащие Красной Армии, Военно-Морского Флота и войск НКВД, а также лица из гражданского населения, принимавшие непосредственное участие в обороне. Периодом обороны Одессы считается 5 августа — 16 октября 1941 года. Вручение медали производилось от имени Президиума ВС СССР на основании документов, удостоверяющих фактическое участие в обороне Одессы, выдаваемых командирами частей, начальниками военно-лечебных заведений, Одесским областным и городским Советами депутатов трудящихся.
По состоянию на 1985 год медалью «За оборону Одессы» было награждено около 30 500 человек. В период с 1 по 16 октября 1941 года по официальным советским данным из Одессы было эвакуировано 86 тысяч военнослужащих (в основном в составе Приморской армии), 15 тысяч человек гражданского населения. Меньшее число награждённых связано с последующей гибелью, пленением участников обороны Одессы, переводом в другие части, а также отсутствием подтверждающих документов.
Посмертное награждение не предполагалось, но позднее известны случаи награждения активных участников обороны, погибших до учреждения награды.
Медаль «За оборону Севастополя» учреждена Указом Президиума Верховного Совета СССР от 22 декабря 1942 года. Автор утверждённого рисунка медали — художник Н. И. Москалёв. Медалью «За оборону Севастополя» награждались участники обороны Севастополя — военнослужащие Красной Армии, Военно-Морского Флота и войск НКВД, а также лица из гражданского населения, принимавшие непосредственное участие в обороне. Оборона Севастополя длилась 250 дней — с 30 октября 1941 по 4 июля 1942 года. Медалью не награждались попавшие в плен во время и после падения Севастополя, включая тех, кто не смог эвакуироваться (преимущественно рядовой состав, включая раненых в госпиталях). Также награждались крымские партизаны.
По состоянию на 1 января 1995 года медалью «За оборону Севастополя» было награждено около 52 540 человек. В ходе Крымской оборонительной операции и обороны Севастополя части Приморской армии понесли тяжёлые потери убитыми. Из Севастополя в ходе обороны эвакуировались только раненные бойцы, тыловые и технические части флота. В самом конце обороны, в период с 1 по 10 июля 1942 года, когда враг контролировал все подходы к городу из Севастополя всеми видами транспортных средств было вывезено 1726 человек, в основном, командно-политический состав армии и флота. Попавшие в плен в Севастополе бойцы медалью не награждались. По оценкам Э. фон Манштейна, командующего 11-й армией, только в последний штурм на крайней оконечности Гераклейского полуострова было взято в плен 30 000 бойцов Красной Армии и около 10 000 в районе Балаклавы. По советским архивным данным обобщённым историком Черноморского флота Ванеевым В. Г. число пленных за весь период составляло 78 230 человек.
Медаль «За оборону Кавказа» учреждена Указом Президиума ВС СССР от 1 мая 1944 года об учреждении медали «За оборону Кавказа». Автор рисунка медали — художник Н. И. Москалёв. Медалью «За оборону Кавказа» подлежали награждению все участники обороны Кавказа — военнослужащие РККА, ВМФ и НКВД, а также гражданские лица — непосредственные участники обороны. Вручение наград проводилось от имени Президиума Верховного Совета СССР на основании данных, удостоверяющих фактическое участие в обороне Кавказа.
По состоянию на 1985 год медалью «За оборону Кавказа» было награждено около 870 000 человек.
Таким образом, наибольшее число обладателей Южного банта приходится на экипажи боевых кораблей Черноморского флота, бойцов морской пехоты, командный и начальствующий состав, на пилотов морской авиации и авиации дальнего действия. Велика доля награждённых в экипажах крейсеров «Красный Кавказ», «Красный Крым», эсминцев «Сообразительный», «Бойкий», «Бодрый», «Незаможник». Многие из награждённых, прошедшие горнило неудач первого периода войны, позднее за мужество и героизм награждались более высокими орденами и медалями, становились Героями Советского Союза.
Например, уроженец Одессы полковник Г. К. Главацкий, обладатель Южного банта, стал за бои за Севастополь 20 июня 1942 года Героем Советского Союза, штурмовал Берлин, закончил войну в Праге.

По некоторым оценкам, общее число обладателей Южного банта не превышает 1000 человек.
- Медаль «За оборону Одессы»
- 1 вариант ленты
- 2 вариант ленты
- Медаль «За оборону Севастополя»
- 1 вариант ленты
- 2 вариант ленты
- Медаль «За оборону Кавказа»
- Лента

## Правила ношения
Медаль «За оборону Одессы» носится за медалью «За оборону Москвы», далее медаль «За оборону Севастополя». Хотя медаль «За оборону Кавказа» носится после медали «За оборону Киева», но в связи с тем, что число таких награждений крайне мало, то Южный бант у ветеранов, как правило, составляет единый ряд оливкового цвета.